# Brigitte Hofmeyer

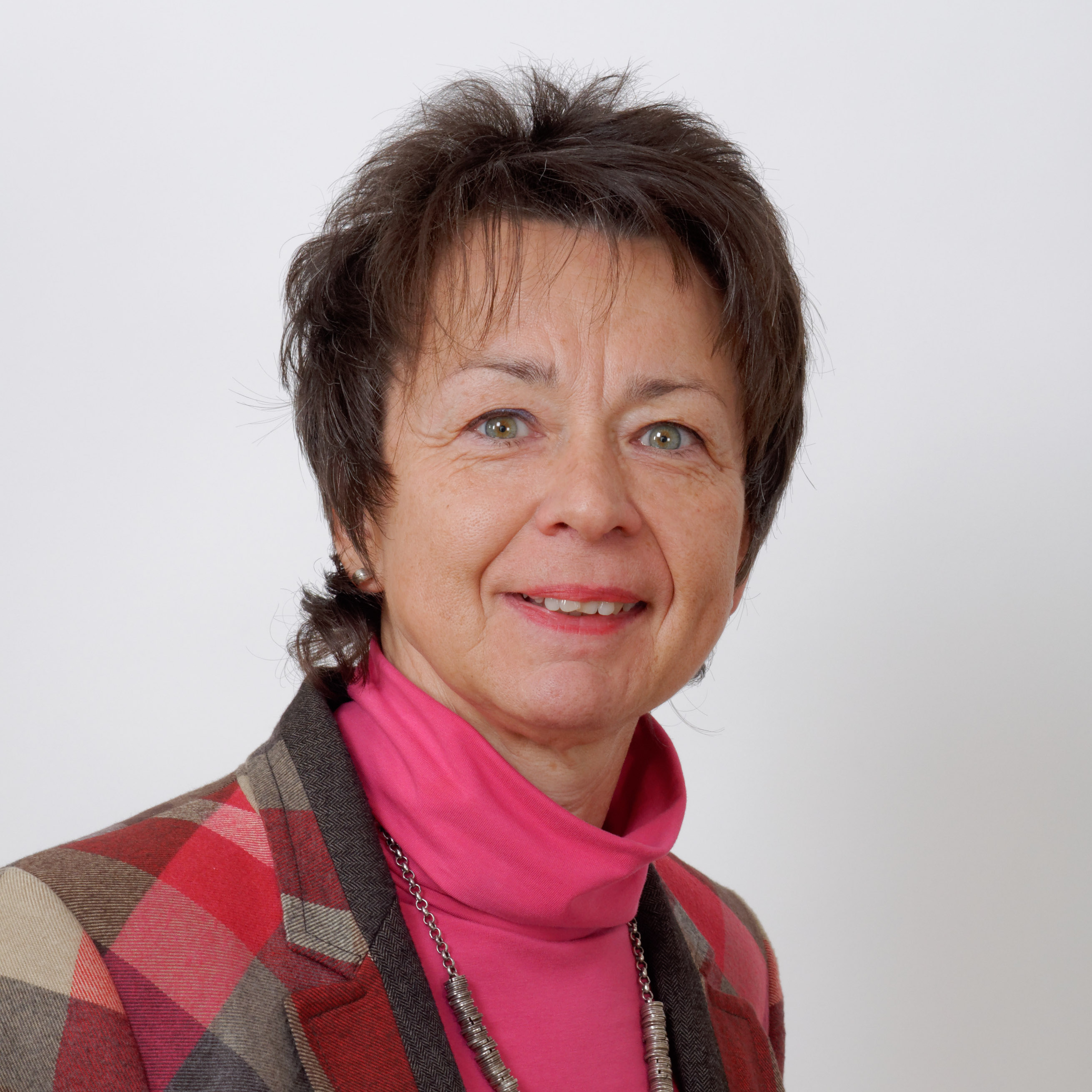
Brigitte Hofmeyer (2013)

Brigitte Hofmeyer (* 3. November 1961 in Carlsdorf) ist eine deutsche Politikerin der SPD und ehemalige Abgeordnete im Hessischen Landtag.

## Beruf und Partei
Die gelernte Verwaltungsangestellte war 10 Jahre beim Magistrat der Stadt Hofgeismar angestellt und arbeitete anschließend für weitere 10 Jahre als Geschäftsleitungsassistentin in einem Architekturbüro in Kassel.
Hofmeyer ist seit 1987 Mitglied der SPD. Im selben Jahr gründete sie die Juso AG Hofgeismar, wurde Mitglied im Ortsvereins-Vorstand Hofgeismar und im Juso-Unterbezirk Kassel-Land.
Im Frühjahr 1992 wechselte sie (umzugbedingt) in den SPD-Ortsverein Oberweser-Gieselwerder und wurde 1993 Mitglied im OV-Vorstand Gieselwerder.
Von 1993 bis 1997 war sie Gemeindevertreterin in Oberweser, und sie ist seit 1993 Vorsitzende des SPD-Unterkreises Hofgeismar (ehemaliger Landkreis Hofgeismar).
Seit 1994 ist Hofmeyer Mitglied im Kreistag des Landkreises Kassel, seit 2006 stellvertretende Vorsitzende der SPD-Kreistagsfraktion. Sie war von 2007 bis 2011 Vorsitzende des Ausschusses für Wirtschafts- und Strukturpolitik, Bau- und Verkehrswesen.
1998 wurde sie zur Stellvertreterin von Rolf Karwecki im Hessischen Landtag gewählt.
Seit 1. September 2001 ist Hofmeyer als Nachfolgerin von Rolf Karwecki Mitglied im Hessischen Landtag. Anfangs über die Landesliste gewählt, konnte sie bei den Landtagswahlen 2008, 2009 und 2013 den Wahlkreis Kassel-Land I gewinnen.
Von 2001 bis 2003 war sie für die SPD-Fraktion im Petitions- und Innenausschuss tätig.
Seit 2003 ist sie stellvertretende Vorsitzende der SPD-Fraktion im Hessischen Landtag und war von 2003 bis 2009 Brandschutzpolitische Sprecherin der SPD-Fraktion, Mitglied im Innenausschuss, Mitglied im Arbeitskreis Staatsmodernisierung, stellvertretendes Mitglied der Landespersonalkommission, stellvertretendes Mitglied im Verwaltungsausschuss beim Staatstheater Kassel sowie Mitglied im Kreis „Freunde des Sports“.
Von 2005 bis 2007 war Hofmeyer stellvertretendes Mitglied der Härtefallkommission und Mitglied des Untersuchungsausschusses UNA 16/2 zum Korruptionsskandal im Hessischen Präsidium für Technik, Logistik und Verwaltung (PTLV).
2008 und 2009 war Hofmeyer Mitglied im Hauptausschuss, stellvertretende Vorsitzende des Arbeitskreises Hauptausschuss und stellvertretende Vorsitzende des Innenausschusses.
Seit 2009 gehörte Hofmeyer dem Kulturpolitischen Ausschuss sowie dem Rechts- und Integrationsausschuss des Hessischen Landtags an. Zur Landtagswahl 2018 trat sie nicht mehr an und schied daher aus dem Parlament aus.